# Carlos Álvarez (humorista)
Carlos Gonsalo Álvarez Loayza (Lima, 7 de enero de 1964) es un comediante, presentador de televisión y guionista peruano. Conocido por sus imitaciones a diferentes personalidades locales e internacionales. Ha actuado en Risas y salsa, donde comenzó, y en sus propios programas cómicos: Las mil y una de Carlos Álvarez, El especial del humor, El cártel del humor, Oe… ¿es en serio? y La vacuna del humor.

## Biografía
Nació en el barrio limeño de Santa Beatriz, siendo el segundo de tres hermanos (otro de ellos, Arturo, también comediante).
Estudió en la institución educativa Nuestra Señora de Guadalupe, de donde egresó con la Promoción G-80 Jorge Basadre. Álvarez empezó muy joven en la escena de la comicidad. El 25 de mayo de 1983, con 19 años, participa por primera vez en la televisión, presentándose en el programa Trampolín a la fama, conducido por Augusto Ferrando. Al terminar la presentación, el cómico Tulio Loza lo esperó en la puerta del canal donde se transmitía el programa, Panamericana Televisión, y le ofreció un trabajo para el lunes. Álvarez estaba en ese entonces estudiando en una academia para postular a la carrera de Derecho de la Universidad Nacional Mayor de San Marcos.

### Carrera televisiva
En diciembre de 1989, inició su propio programa cómico Las mil y una de Carlos Álvarez, que se trasmitiría por Frecuencia 2 (futuramente conocido como Frecuencia Latina) que duró hasta el domingo, 28 de diciembre del 1997.
Su personificación más representativa fue de «Popi» Olivera, que buscaba luchar contra la corrupción de la época.
Además, fue parte de Trampolín latino, un programa de concursos y premios basado en el programa Trampolín a la fama de Augusto Ferrando, programa donde debutó en 1983 y que posteriormente lo adaptó en Frecuencia Latina.
En marzo del 1998, Álvarez ingresó a las filas de ATV, donde condujo el programa cómico Caiga quien caiga y también su programa de variedades Todo o nada que duró hasta el 3 de enero del 1999.
Entre 6 de mayo de 1999 al 14 de diciembre de 2000, participó en el programa Los Álvarez, de Televisión Nacional del Perú, donde se realizaban imitaciones de los opositores al gobierno de Alberto Fujimori. También presentó un proyecto internacional para Telemundo.
Políticamente, apoyó la campaña antiterrorista que lideró Alberto Fujimori mucho antes de su aparición en el programa de TNP. No obstante, se arrepintió de hacer parodias contra los políticos de la oposición en televisión y pidió disculpas.
En 2001, volvió a participar con Tulio Loza y posteriormente formó parte de Los Inimitables. El programa se emitió a inicios de 2004, junto con Jorge Benavides, por Latina Televisión.
A comienzos de 2004, Álvarez regresó a la televisión junto a su excompañero de Risas y salsa, Jorge Benavides, con quien trabajó en Los inimitables (de lunes a viernes, en la noche), y El especial del humor (el sábado, en la noche, y que reunía los sketches del programa semanal). Junto a ambos también actúan Walter Ramírez, con quien Álvarez ya había trabajado, y Lelo Costa, otro más de Risas y salsa. Al cabo de unos meses, Los Inimitables dejó de transmitirse para quedar solo El especial del humor. En el programa también actuaron Carlos Vílchez, el Gordo Casaretto, quien desde 2006 se integró al elenco, y Christian Benavides, hermano de Jorge. Cabe acotar que el comediante era maquillado para este programa por la cantante peruana la Tigresa del Oriente y contó en su catálogo a la imitación de Paolo Guerrero.
En simultáneo se dedicó a la realización de unipersonales en el Teatro Canout de Lima. Para uno de los varios eventos recurrió a la caracterización de Las mil y una noches.
En el 2011, participó en El estelar del humor, programa transmitido por el canal ATV, los domingos, de 8 p. m. a 9 p. m., junto a figuras como Lelo Costa, Melcochita, Delly Madrid, entre otros. A su vez presentó junto a Antonio Sanint el Primer Festival Internacional del Humor en el Parque de la Exposición.
En el 2012, cambió de nombre su programa a El cártel del humor e integró nuevos integrantes, además de los antiguos.
En el 2015, creó un programa humorístico llamado Habla bien, transmitido por América Televisión. Participó en la imitación de algunas personalidades futbolistas en la Copa América de ese año.
En el 2017, creó un programa humorístico llamado Habla, oye, transmitido por Panamericana Televisión. El programa, que tuvo una breve presencia en el canal 5, se pasó a Willax Televisión bajo el nombre Habla, Carlos. Cambió de nombre a La santa noche, que contó la participación de Nicolasa, y finalmente a Al diablo con la noticia.
Entre el 26 de enero al 25 de mayo de 2019, creó otro exitoso programa humorístico llamado Oe... ¿es en serio?, que fue transmitido por ATV.
El 10 de octubre de 2020, regresó a Willax, donde condujo por tres años el programa La vacuna del humor, el cual en la etapa electoral de 2021 pasó a renombrarse temporalmente como La vacuna electoral. Su imitación de Pedro Castillo (bajo Peter Castle) generó diversas reacciones, incluida la del periodista Fernando del Rincón. Este programa extendió imitaciones relacionadas con las personalidades cercanas al presidente, como Lilia Paredes y Diana Miloslavich. Luego de la salida de Castillo del gobierno, continuó en la cobertura de temas políticos de su entorno, incluyendo acontecimientos de la presidenta sucesora Dina Boluarte, hasta que el canal anunció su cancelación el 29 de julio de 2023.
Desde entonces, Carlos Álvarez se dedica a parodiar a personajes políticos, como Nicolás Maduro, que difunde en TikTok.

## Reconocimientos
Entre 2004 y 2007, fue considerado cuatro veces como el mejor humorista nacional en la encuesta sobre hábitos y actitudes del televidente de la consultora Apoyo.
En el 2008, fue condecorado con la Medalla Cívica por la Municipalidad de Jesús María, por su labor social.
En 2007 y 2008, obtuvo el reconocimiento como rostro masculino en los Premios Luces. Al año siguiente, consiguió otros tres galardones, incluido el rostro del año.
En 2014, en el especial Lo mejor del espectáculo, los electores del diario La República eligieron a Álvarez como el mejor cómico del año.
En 2023 el programa La vacuna del humor fue nominado a los premios Luces de 2022.

## Filmografía

### Televisión
- Los Jorges (1983) — ATV
- El teatringo (1983-1984) — RTP
- El barrio del movimiento (1984-1985) — América Televisión
- La verdadera sazón (1986) — Panamericana Televisión
- Risas y salsa (1986-1989) — Panamericana Televisión
- Las mil y una de Carlos Álvarez (1989-1998) — Latinoamericana de Radiodifusión - Frecuencia 2 / Frecuencia 2 Satélite / Frecuencia Latina
- Caiga quien caiga (1998) — ATV
- Todo o nada (1998) — ATV
- Carnecitas (1999) — Frecuencia Latina
- Los Álvarez (1999-2000) — TNP
- El puré de papas (2000) — RBC Televisión
- Risas latinas (2000-2004) — Frecuencia Latina
- Parlamiento (2001) — Austral Televisión / RBC Televisión
- El show de Carlos Álvarez (2002) — Uranio TV
- La ventana indiscreta con Cecilia Valenzuela (bloque «Cortina de humo», 2003-2008) — Frecuencia Latina[44][45]
- Los inimitables (2003-2004) — Frecuencia Latina
- El especial del humor (2004-2011) — Frecuencia Latina
- Trampolín latino (2005-2009) — Frecuencia Latina
- Lo mejor del especial del humor (2010-2011) — Frecuencia Latina
- El zapatón de la noche (2011) — ATV
- El estelar del humor (2011) — ATV
- Trampolinazo (2011-2012) — ATV
- El cártel del humor (2012-2014/2019) — ATV
- A las once (2014-2015) — América Televisión
- Nadie se salva (2015) — América Televisión
- Habla bien (2015-2016) — América Televisión
- Habla, oye (2017) — Panamericana Televisión
- Habla, Carlos (2017) — Willax Televisión
- La santa noche (2017) — Willax Televisión
- Al diablo con la noticia (2017-2019) — Willax Televisión
- Oe… ¿es en serio? (2019) — ATV
- La vacuna del humor (2020-2023)[46][47] — Willax Televisión
- El Especial (2022) — ATV
- Jirón del humor (2023) — Latina Televisión[48]
- Los vetados no se callan… (2023-act.) — Serie web y estaciones locales.
- JB en ATV (2023/2025) — ATV
- Así estamos (2024-act.) — Panamericana Televisión[49]
- Studio cocina talk shaw (2025) — Alacocina Tv

### Cine
- El buen Pedro (2012), como jefe de policía.
- Hasta que la suegra nos separe (2016), como la suegra de Lucho.[50]